# 遠藤丈庵
遠藤 丈庵（えんどう じょうあん、天保7年（1836年） - 没年不詳）は壬生浪士組の同士。生年は、天保5年（1834年）、天保10年（1839年）とも。
武蔵国忍藩出身の浪人。文久3年（1863年）に浪士組に参加。根岸の一番隊に配属される。
根岸友山らと京（現在の京都府京都市）に残留。
残留後は、芹沢一派（新見錦、平山五郎など）や試衛館一派（近藤勇中心。土方歳三・沖田総司など）には属さず、殿内・家里一派（根岸、清水吾一など）に属した。
同月下旬に根岸、清水、鈴木長蔵らと共に江戸に戻る。
江戸に戻った後、新徴組に入隊したが、同年9月12日に総員小普請方伊賀者次席に召抱えられたため脱退。その後の消息は不明。